# オットー・ミュラー
オットー・ミュラー（Otto Mueller, 1874年10月16日 - 1930年9月24日）はドイツの画家、版画家である。ドイツの「表現主義」を代表する画家の一人である。

## 略歴
現在はポーランドであるルバフカ（プロイセンのリーバウ）の軍人、後に役人の息子に生まれた。ゲルリッツで育った。1890年からゲルリッツで版画を学んだ後、1896年からドレスデンの美術アカデミーで学んだ。1898年からミュンヘン美術院で学ぶが、1899年に教授のフランツ・フォン・シュトゥックに才能を認められず、美術院を止めた。
1908年にベルリンに移り、表現主義の彫刻家、ヴィルヘルム・レームブルックと友人となり、レームブルックの彫刻作品に見られるような細長いゴシック的肢体の女性を描いた。ベルリン分離派の展覧会の出展が拒絶され、1910年に「新分離派」の設立メンバーとなった。また表現主義画家のグループ「ブリュッケ」のメンバーとも交流し、1913年に「ブリュッケ」が解散するまでこのグループで活動した。
第一次世界大戦が始まり、1915年から軍役務に就き、歩兵としてフランスやロシアとの闘いに参加し、1917年の肺炎を発病し、この病気に生涯、苦しめられることになった。
1919年からブレスラウの美術工芸学校(Staatliche Akademie für Kunst und Kunstgewerbe Breslau)の教授を務めた後、ベルリンに戻った。亡くなる3年ほど前からジプシーの中で生活し、ジプシーの暮らしを描いた版画集を制作した。Obernigkで肺結核で亡くなった。

## 作品
- 「ギターを持った自画像」, 1903-04
- 「ベールを持った踊り子」(c.1903)
- 「池で水浴びする3人の女」(c.1912)
- ブリュッケのポスター (1912)
- 「恋人」(c.1914)
- 「Landscape with Yellow Nudes」(c.1919)
- 「花と池のある森」(c.1925)
- 「Gypsy horse at black water」(1928)